# Luigi VII d'Assia-Darmstadt
Luigi VII d'Assia-Darmstadt (Darmstadt, 22 giugno 1658 – Gotha, 31 agosto 1678) fu Langravio d'Assia-Darmstadt.

## Biografia
Luigi VII era figlio del Langravio Luigi VI d'Assia-Darmstadt e di sua moglie Maria Elisabetta di Holstein-Gottorp. Già in gioventù si era già dimostrato attento alla cultura, accedendo dal 1676 alla Società dei Carpofori col numero 865.
Dopo la morte di suo padre Luigi VI il 24 aprile 1678 egli gli succedette quale langravio d'Assia-Darmstadt, ma regnò in tutto solo 18 settimane e 4 giorni, morendo il 31 agosto 1678 per gli effetti di un virus gastro-intestinale contratto nella città di Gotha ove si era recato per contrattare il matrimonio con la principessa Erdmuthe Dorotea di Sassonia-Zeitz.
Non contrasse mai matrimonio e non ebbe alcun erede, né legittimo, né illegittimo e come tale, alla sua morte, gli succedette il fratellastro Ernesto Luigi (dopo che un secondo fratello, Federico, era morto nel 1676 per i postumi di una caduta).

## Ascendenza
|                                         |                                         |                                              | Genitori                                       |  |  | Nonni |  |  | Bisnonni                     |  |  | Trisnonni                       |  |
|                                         |                                         |                                              |                                                |  |  |       |  |  | 8. Luigi V d'Assia-Darmstadt |  |  | 16. Giorgio I d'Assia-Darmstadt |  |
|                                         |                                         |                                              |                                                |  |  |       |  |  | 8. Luigi V d'Assia-Darmstadt |  |  | 16. Giorgio I d'Assia-Darmstadt |  |
|                                         |                                         | 17. Maddalena di Lippe                       |                                                |  |  |       |  |  | 8. Luigi V d'Assia-Darmstadt |  |  |                                 |  |
| 4. Giorgio II d'Assia-Darmstadt         |                                         |                                              |                                                |  |  |       |  |  | 8. Luigi V d'Assia-Darmstadt |  |  |                                 |  |
|                                         |                                         | 9. Maddalena di Brandeburgo                  | 18. Giovanni Giorgio di Brandeburgo            |  |  |       |  |  |                              |  |  |                                 |  |
|                                         |                                         | 9. Maddalena di Brandeburgo                  | 18. Giovanni Giorgio di Brandeburgo            |  |  |       |  |  |                              |  |  |                                 |  |
|                                         |                                         | 9. Maddalena di Brandeburgo                  | 19. Elisabetta di Anhalt-Zerbst                |  |  |       |  |  |                              |  |  |                                 |  |
| 2. Luigi VI d'Assia-Darmstadt           |                                         | 9. Maddalena di Brandeburgo                  |                                                |  |  |       |  |  |                              |  |  |                                 |  |
|                                         |                                         | 10. Giovanni Giorgio I di Sassonia           | 20. Cristiano I di Sassonia                    |  |  |       |  |  |                              |  |  |                                 |  |
|                                         |                                         | 10. Giovanni Giorgio I di Sassonia           | 20. Cristiano I di Sassonia                    |  |  |       |  |  |                              |  |  |                                 |  |
|                                         |                                         | 10. Giovanni Giorgio I di Sassonia           | 21. Sofia di Brandeburgo                       |  |  |       |  |  |                              |  |  |                                 |  |
| 5. Sofia Eleonora di Sassonia           |                                         | 10. Giovanni Giorgio I di Sassonia           |                                                |  |  |       |  |  |                              |  |  |                                 |  |
|                                         |                                         | 11. Maddalena Sibilla di Hohenzollern        | 22. Alberto Federico di Prussia                |  |  |       |  |  |                              |  |  |                                 |  |
|                                         |                                         | 11. Maddalena Sibilla di Hohenzollern        | 22. Alberto Federico di Prussia                |  |  |       |  |  |                              |  |  |                                 |  |
|                                         |                                         | 11. Maddalena Sibilla di Hohenzollern        | 23. Maria Eleonora di Jülich-Kleve-Berg        |  |  |       |  |  |                              |  |  |                                 |  |
| 1. Luigi VII d'Assia-Darmstadt          |                                         | 11. Maddalena Sibilla di Hohenzollern        |                                                |  |  |       |  |  |                              |  |  |                                 |  |
|                                         | 12. Giovanni Adolfo di Holstein-Gottorp | 24. Adolfo di Holstein-Gottorp               |                                                |  |  |       |  |  |                              |  |  |                                 |  |
|                                         | 12. Giovanni Adolfo di Holstein-Gottorp | 24. Adolfo di Holstein-Gottorp               |                                                |  |  |       |  |  |                              |  |  |                                 |  |
|                                         | 12. Giovanni Adolfo di Holstein-Gottorp | 25. Cristina d'Assia                         |                                                |  |  |       |  |  |                              |  |  |                                 |  |
| 6. Federico III di Holstein-Gottorp     | 12. Giovanni Adolfo di Holstein-Gottorp |                                              |                                                |  |  |       |  |  |                              |  |  |                                 |  |
|                                         |                                         | 13. Augusta di Danimarca                     | 26. Federico II di Danimarca                   |  |  |       |  |  |                              |  |  |                                 |  |
|                                         |                                         | 13. Augusta di Danimarca                     | 26. Federico II di Danimarca                   |  |  |       |  |  |                              |  |  |                                 |  |
|                                         |                                         | 13. Augusta di Danimarca                     | 27. Sofia di Meclemburgo-Güstrow               |  |  |       |  |  |                              |  |  |                                 |  |
| 3. Maria Elisabetta di Holstein-Gottorp |                                         | 13. Augusta di Danimarca                     |                                                |  |  |       |  |  |                              |  |  |                                 |  |
|                                         |                                         | 14. Giovanni Giorgio I di Sassonia (= 10)    | 28. Cristiano I di Sassonia (= 20)             |  |  |       |  |  |                              |  |  |                                 |  |
|                                         |                                         | 14. Giovanni Giorgio I di Sassonia (= 10)    | 28. Cristiano I di Sassonia (= 20)             |  |  |       |  |  |                              |  |  |                                 |  |
|                                         |                                         | 14. Giovanni Giorgio I di Sassonia (= 10)    | 29. Sofia di Brandeburgo (= 21)                |  |  |       |  |  |                              |  |  |                                 |  |
| 7. Maria Elisabetta di Sassonia         |                                         | 14. Giovanni Giorgio I di Sassonia (= 10)    |                                                |  |  |       |  |  |                              |  |  |                                 |  |
|                                         |                                         | 15. Maddalena Sibilla di Hohenzollern (= 11) | 30. Alberto Federico di Prussia (= 22)         |  |  |       |  |  |                              |  |  |                                 |  |
|                                         |                                         | 15. Maddalena Sibilla di Hohenzollern (= 11) | 30. Alberto Federico di Prussia (= 22)         |  |  |       |  |  |                              |  |  |                                 |  |
|                                         |                                         | 15. Maddalena Sibilla di Hohenzollern (= 11) | 31. Maria Eleonora di Jülich-Kleve-Berg (= 23) |  |  |       |  |  |                              |  |  |                                 |  |
|                                         |                                         | 15. Maddalena Sibilla di Hohenzollern (= 11) |                                                |  |  |       |  |  |                              |  |  |                                 |  |